# 台78線
台78線（東西向快速公路——台西古坑線），是臺灣位於雲林縣之東西向省道快速公路。

## 概述
台78線全線均位於雲林縣，西起於台西鄉台西交流道銜接台61線與台17線，往東經東勢鄉、元長鄉、土庫鎮、虎尾鎮後與國道一號相交；在斗南交流道後往東北東至古坑鄉與國道三號交會。
整條路線在地圖上呈現波浪型，全長42.8公里，為全台12條東西向快速公路中長度最長的路線，也是全台全部快速公路中，第二長的快速公路。
另外，全線原先規劃為雙向六車道，並且在道路中央安全島兩旁東行線與西行線各設有一條預留車道。不過，目前啟用四車道，預留車道待為未來交通流量增大時拓寬之用，於路堤路段則是暫時種植花草成為安全島，高架橋路段已預留六車道。此路同時也是12條東西向快速公路之中3條具有速限每小時一百公里的快速公路之一。
- 台78線東行斗南路段。
- 斗南交流道東行出口。
- 台78線東行古坑路段。
- 古坑交流道東行入口。
- 古坑系統交流道東行出口預告。

## 歷史
- 2002年2月6日：古坑交流道至古坑系統交流道首先通車。
- 2003年
  - 1月28日：虎尾交流道至斗南交流道通車。
  - 9月3日：東勢交流道至元長交流道通車。
  - 12月30日：東勢交流道至台西交流道銜接台17線之平交路口通車。
- 2004年
  - 1月12日：斗南交流道至古坑交流道以及雲林系統交流道通車。
  - 12月8日：元長交流道至虎尾交流道通車。
- 2006年4月14日：台西交流道銜接台61線之平交路口至銜接台17線之平交路口通車，台78線至此全線通車。

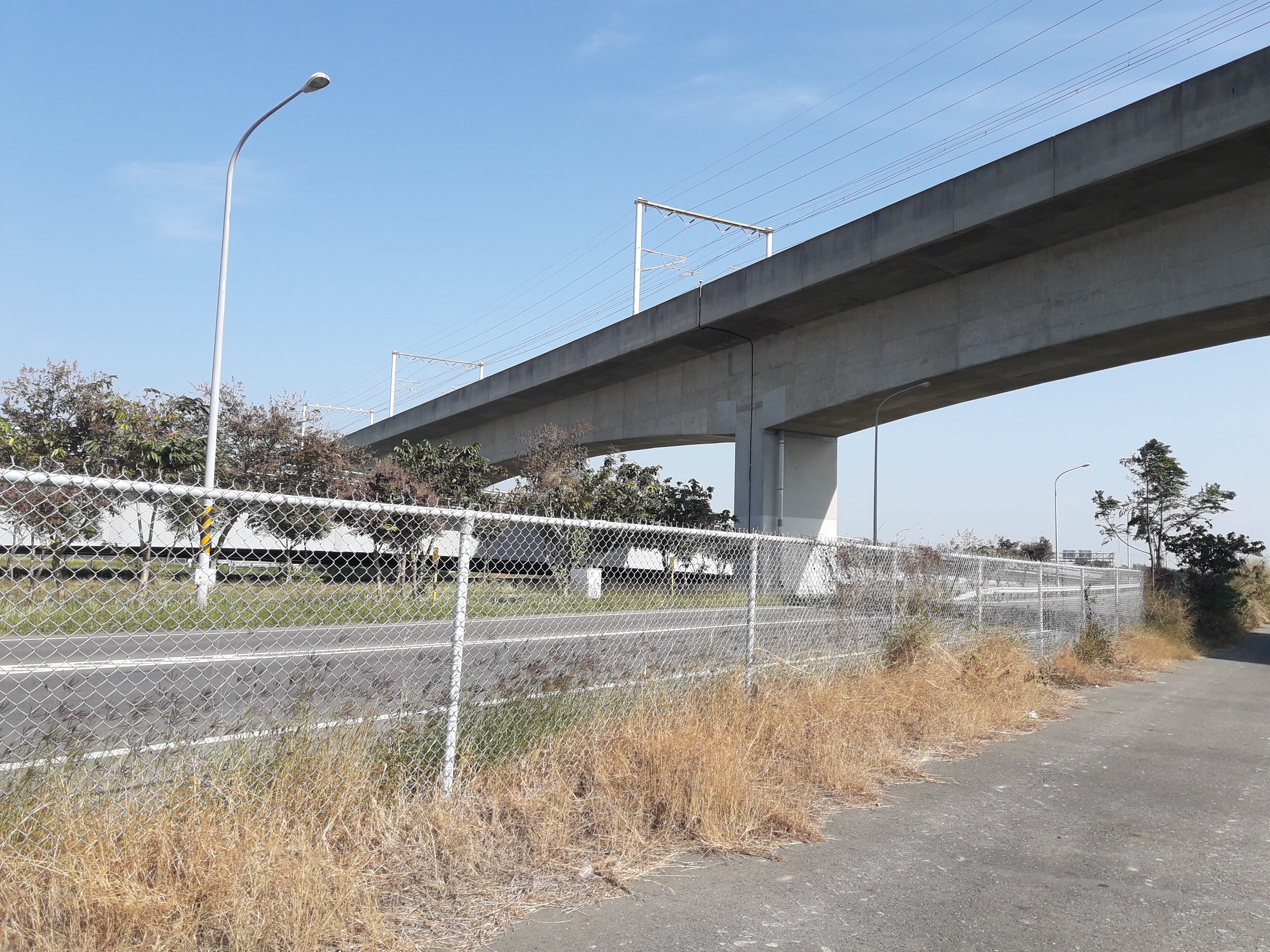
高鐵高架橋與臺78線交會處是雲林縣地層下陷最嚴重之處。

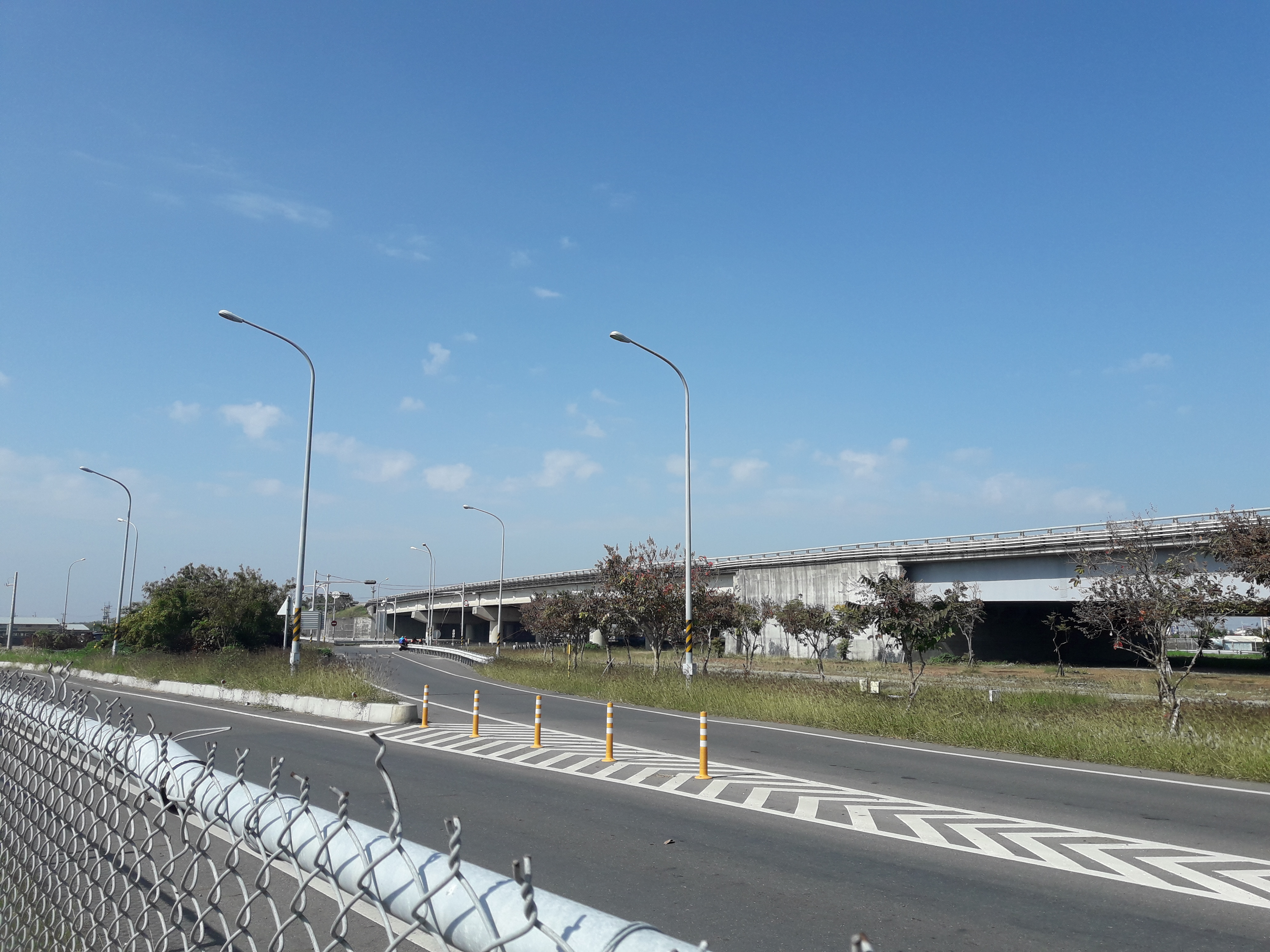
改建後的土庫交流道。

- 2008年11月17日：增設的土庫交流道通車。
- 2015年5月9日：土庫交流道改建完工，為減緩高鐵雲林段地層下陷速度，交通部公路總局耗資4.3億元在此交流道進行長度267公尺的減重工程，移除原有土堤改建為高架橋。[3]

- 2013年12月10日：斗南交流道新增東向入口與西向出口完工通車。
- 2014年8月31日：台西交流道立體化工程完工通車。

## 交流道
| 台78線路線設施里程一覽表 |      |          |                        |                        |                |                                                                              |                                                   |
| 標誌                     | 里程 | 名稱     | 順樁預告               | 逆樁預告               | 形式           | 通車日                                                                       | 銜接道路 →聯絡地區                                |
| 0                        | 0.0  | 台西     | 快速公路起點           | 口湖 麥寮 快速公路終點 | 喇叭型A        | 2006年4月14日（平交匝道） 2014年1月20日（立體化） 2014年8月31日（立體化）    | 西部濱海快速公路                                  |
| 0                        | 1.0  | 台西     | 台西 四湖              | 四湖 台西              | 簡易鑽石型     | 2003年12月30日（西出東入） 2006年4月14日（東出西入） 2014年8月31日（立體化） | 台17線 · →台西鄉、四湖鄉、口湖鄉                  |
| 8                        | 8.2  | 東勢     | 麥寮 東勢              | 東勢 麥寮              | 鑽石型         | 2003年9月3日（西出東入） 2003年12月8日（東出西入）                           | 縣道153號 · →東勢鄉、麥寮鄉                       |
| 15                       | 15.1 | 元長     | 褒忠 元長              | 元長 褒忠              | 鑽石型         | 2003年9月3日（東出西入） 2004年12月8日（西出東入）                           | 台19線 · →元長鄉、褒忠鄉、北港鎮                  |
| 22                       | 22.0 | 土庫     | 土庫                   | 土庫                   | 鑽石型         | 2008年11月17日                                                               | 縣道156乙線、雲97線 · →虎尾鎮、土庫鎮、高鐵雲林站 |
| 25                       | 25.4 | 虎尾     | 虎尾 土庫              | 土庫 虎尾              | 單點鑽石型     | 2003年1月28日（西出東入） 2004年12月8日（東出西入）                          | 縣道145號 · →虎尾鎮、土庫鎮                       |
| 30                       | 30.4 | 雲林系統 | 斗南 大林              | 大林 斗南              | 苜蓿葉型       | 2004年1月12日                                                                | 中山高速公路                                      |
| 32                       | 32.6 | 斗南     | 斗南 大林              | 斗南 大林              | 部份苜蓿葉AB型 | 2003年1月28日（東出西入） 2013年11月28日（西出東入）                         | 台1線 · →斗南鎮、大埤鄉、大林鎮                   |
| 39                       | 39.4 | 古坑     | 斗六 古坑              | 古坑 斗六              | 單葉型         | 2002年2月6日（西出東入） 2004年1月12日（東出西入）                           | 台3線 · →斗六市、古坑鄉、梅山鄉、劍湖山世界       |
| 43                       | 42.8 | 古坑系統 | 林內 梅山 快速公路終點 | 快速公路起點           | Y型            | 2002年2月6日                                                                 | 福爾摩沙高速公路                                  |

## 車道數及速限
| 路段                       | 車道數 | 車道數 | 車道數 | 速限（km/h） | 速限（km/h） |
| 路段                       | 東行   | 西行   | 雙向   | 東行         | 西行         |
| -------------------------- | ------ | ------ | ------ | ------------ | ------------ |
| 台西交流道台61線匝道～0.1K | 2      | 2      | 4      | 未           |              |
| 0.1K～0.4K                 | 2      | 2      | 4      | 未           |              |
| 0.4K～古坑系統交流道       | 2      | 2      | 4      |              |              |

## 後續計畫

### 興建台78甲線
- 雲林縣政府規劃興建台78甲快速道路：為加強雲林地區道路路網的完整性，暢通北港地區對外交通，雲林縣府規劃興建台78甲快速道路連結虎尾交流道，2016年11月21日在北港鎮公所召開說明會；時任縣長李進勇強調，目前的交通路網，忽略了北港鎮極需快速連結的道路，完工後可提升北港地區緊急醫療救援服務，帶動全雲林縣的觀光發展，興建本計畫道路可完整構建區域路網，且可滿足雲林縣整體發展的需求，總經費約為143.92億元，具有經濟可行性，使北港鎮至台78線車程只要約15分鐘，也使北港鎮至斗六市旅行距離可節省約5公里，完工後可提升北港地區緊急醫療救援服務網並帶動觀光發展；後續將以台78甲向中央申請核定，所需工程費用，建議交通部公路總局以東西向快速道路計畫增辦，預估興建期程需七年。[4]
- 雲林縣政府原規劃方案且已完成可行性評估的台78甲興建方案，是從台78線虎尾交流道沿著北港溪堤岸高架化，總長15.5公里，總經費139億元。另因應地方意見，縣府再提出距離較短及經費較低的新台19線高架新方案，從元長交流道沿著台19線高架化方案，總長度12公里，經費112億元。交通部公路總局生活圈審議小組審議通過同意補助558萬元，辦理詳細可行性評估，縣府預計2021年6月完成。[5]
- 台78甲延伸線，往南規劃沿著台37線連接嘉義高鐵橋下道路，直達高鐵嘉義站，連台82線。
- 上述計畫總經費共139億元[6]

## 相關資訊
- 興建單位：交通部公路總局
- 維護單位：交通部公路局
- 管理單位：雲林縣政府警察局

## 外部連結
- 公路總局-公路分類 （页面存档备份，存于）
- 分隔島上有花園－台78快速公路 （页面存档备份，存于）取自新南極轉運站